# Lycostomus bourgeoisi
Lycostomus bourgeoisi is een keversoort uit de familie netschildkevers (Lycidae). De wetenschappelijke naam van de soort werd in 1910 gepubliceerd door Edmund Reitter.